# Aeródromo Coroa do Avião
O Aeródromo Coroa do Avião (IATA: ***, ICAO: SIFC) é um aeroporto privado localizado na cidade de Igarassu, no estado de Pernambuco. Situado a 25 quilômetros da capital Recife. Administrado pela Gran Marco Construtora. Inaugurado em 2014, foi o primeiro aeródromo privado em funcionamento no país.
Atualmente atende a uma demanda de jatos particulares de empresários que se deslocam para as indústrias daquela região, que vem se desenvolvendo muito significativamente nos últimos 5 anos. Entre as indústrias podemos destacar o Polo Farmacoquímico do Estado, A fábrica da Fiat Chrysler Automobiles e seus parceiros, entre outros.

## Serviços
Os serviços oferecidos são:
- Posto de abastecimento;
- Pátio de estacionamento de aeronaves;
- Sala Vip para reuniões;
- Restaurante/Coffee-shop;
- Balizamento noturno;
- Internet;
- Auditório;
- Dormitório;
- Hangar;
- GPU;
- Freq. de coordenação 130.15 MHz;
- Segurança;
- Entre outros.